# مقر ولاية جهة الدار البيضاء الكبرى
مقر ولاية جهة الدار البيضاء الكبرى، والمعروفة محليًا باسم مقر الولاية أو الولاية فقط)، هو المبنى الذي يضم إدارة جهة الدار البيضاء الكبرى. تم تصميمه من قبل ماريوس بوير ‏ وتم بناؤه بين سنتي 1928 و1937 أثناء الاحتلال الفرنسي للمغرب. يقع المبنى في ساحة محمد الخامس في وسط الدار البيضاء بالمغرب، ولا يزال مبنىً رمزيًا للعمارة في المدينة.

## تاريخ
بناءً على طلب هوبير ليوطي، تمت صياغة تصميم لفندق المدينة (Hôtel de Ville) لأول مرة بواسطة هنري بروست في عام 1914، في وقت مبكر من الاحتلال الفرنسي للمغرب، ثم تم تطويرها في عام 1920. كان ماريوس بوير هو الذي فاز في النهاية بتصميم المبنى الإداري في عام 1927. بدأ البناء عام 1928 وانتهى عام 1937.

## العمارة

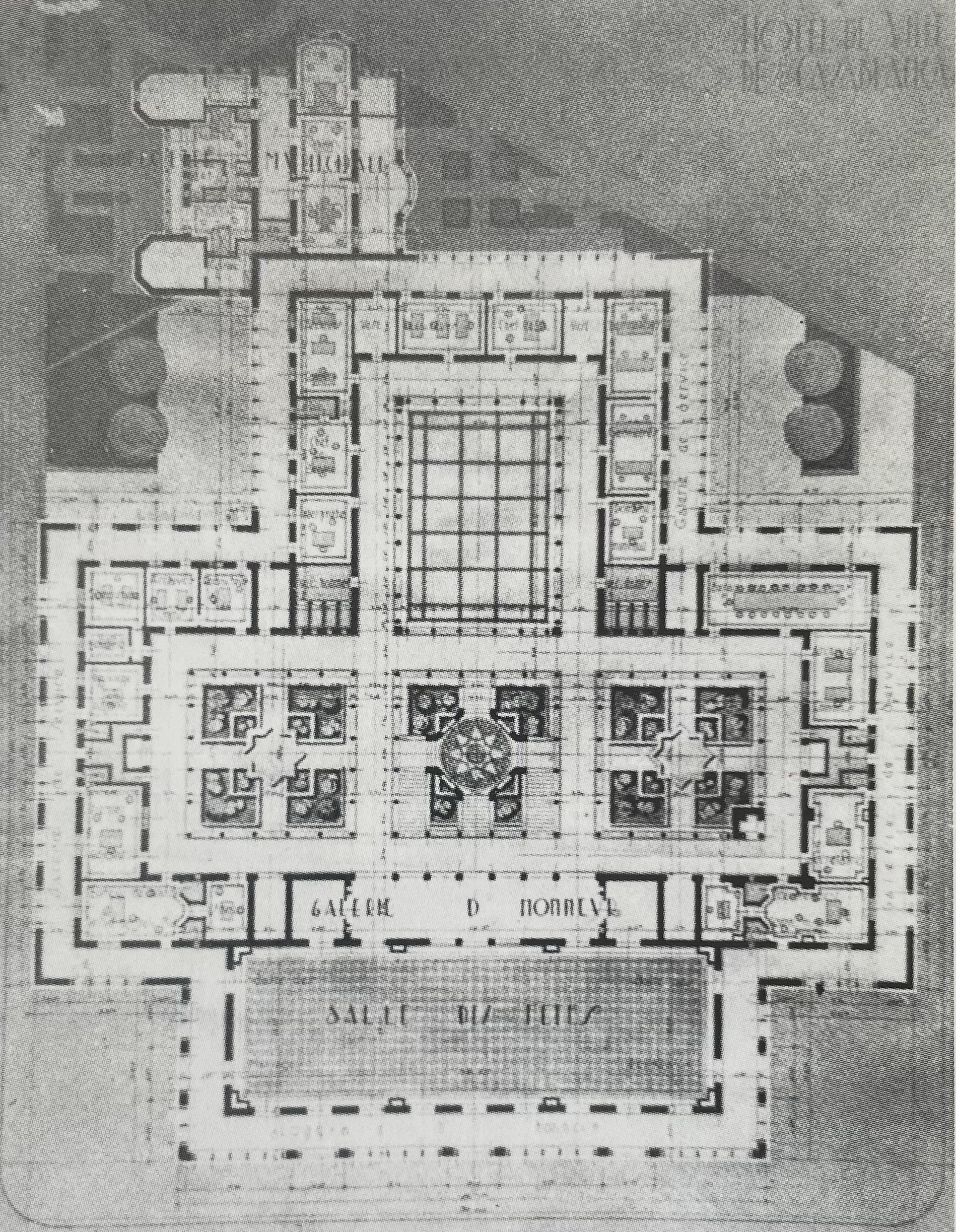
مخطط الطابق الثاني لماريوس بوير في قاعة مدينة الدار البيضاء.

تتكون واجهة المبنى من سلسلة من الأعمدة الحجرية الصارمة التي تحيط بالمدخل. وفوقها شرفة طويلة بها 3 فتحات كبيرة مقوسة. وهي تشتمل على السمات التقليدية للعمارة المخزنية المغربية: الحجر والجص الجير المطلي باللون الأبيض وأعمال بلاط الزليج وبلاط السقف الأخضر.
يحتوي المبنى على ثلاثة ساحات على طراز الرياض المغربي الأندلسي، أو ساحات داخلية بها نوافير ونباتات، يلفها رواق في الطابقين الأول والثاني. هناك استلهام من البندقية في برج الساعة الذي يرتفع عالياً فوق المبنى، وكذلك في المعارض المكشوفة في الجزء الخارجي من المبنى، والتي تذكرنا بقصر دوجي.
باتباع توجيهات من الإقامة العامة الفرنسية في المغرب، فإن أساليب بوير الممزوجة، مع بعض عناصر الفن الزخرفي الفرنسية، مرئية بشكل خاص في برج الساعة والدرج الكبير، وعناصر العمارة التقليدية الأندلسية: الساحات والأعمدة والأقواس و البلاط.

تم تزيين الدرج الكبيربلوحتين رسمهما جاك ماجوريل، على الرغم من أنهما تم نقلهما منذ ذلك الحين.

الرخام والنحاس المستخدم في الدرج الكبير.
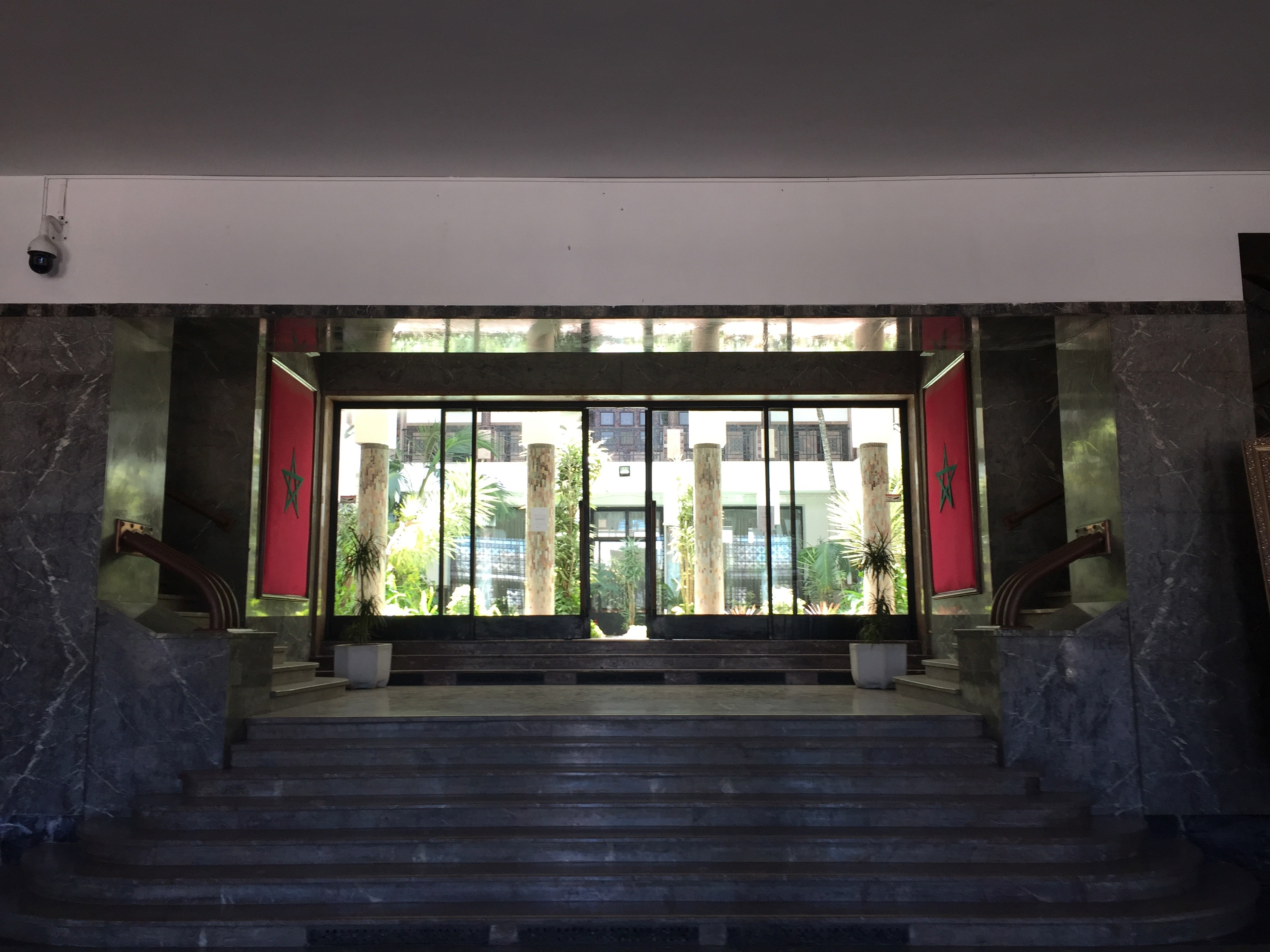
الساحات الداخلية كما تظهر من المدخل
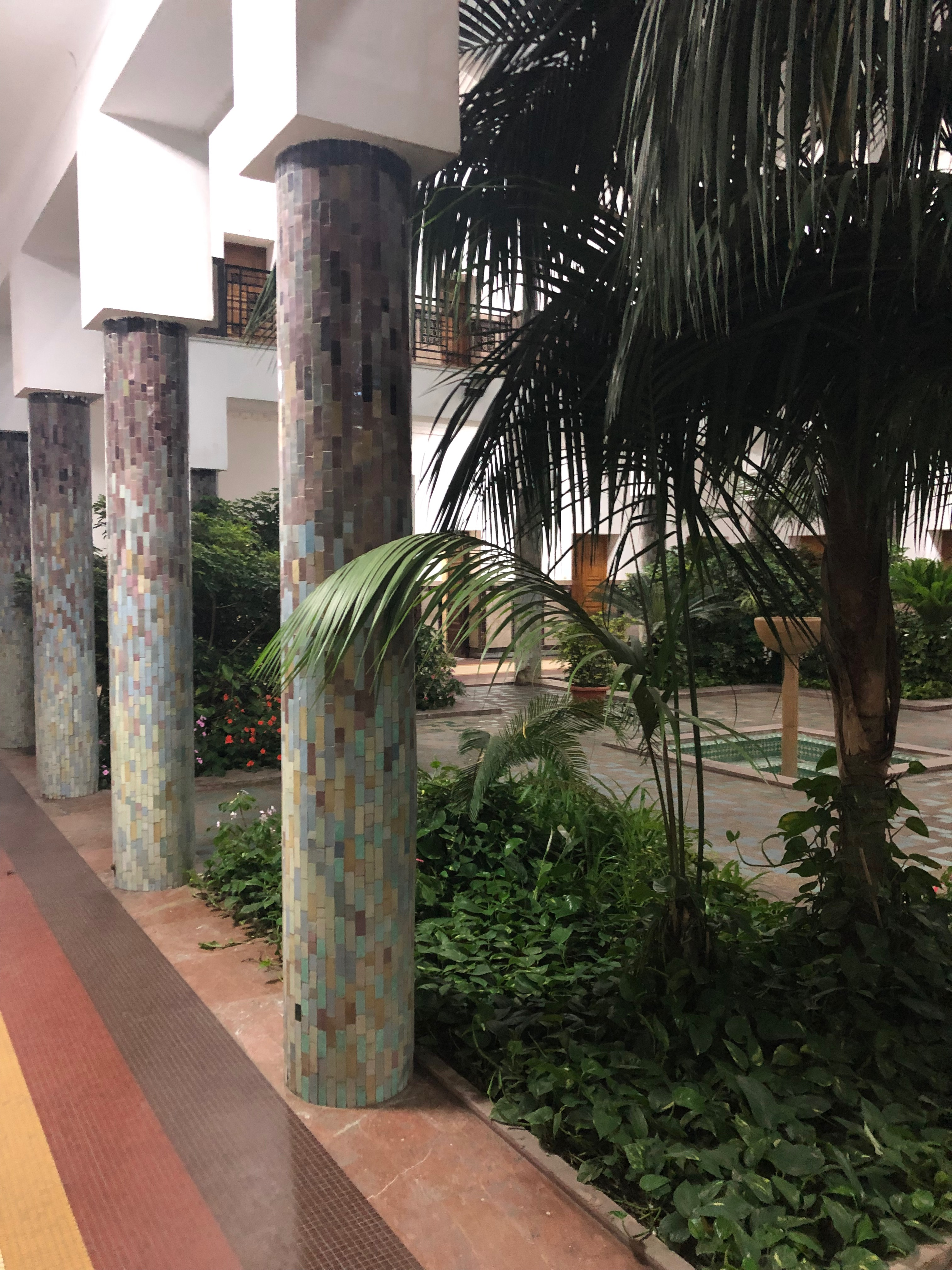
أعمدة مغطاة بالزليج في الممرات المحيطة بالساحات.